# Retinopatía por radiación

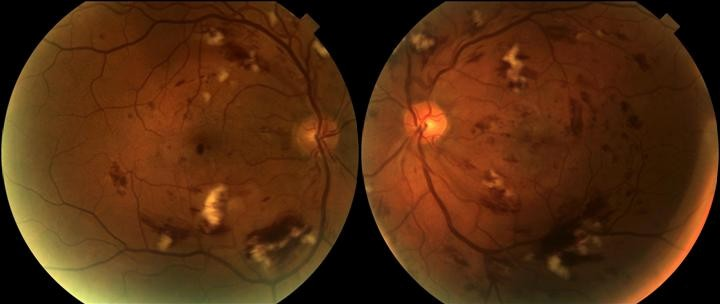
Fondo del ojo de la retinopatía por radiación.

La retinopatía por radiación es una enfermedad ocular que afecta a la retina y es consecuencia de la exposición del ojo a una radiación ionizante. Generalmente es un efecto secundario de la radioterapia que se aplican como tratamiento para los cánceres de cabeza y cuello. Aparece entre 1 y 8 años después de la irradiación. Los síntomas son muy similares a los de la retinopatía diabética, pues predomina el daño de los pequeños vasos sanguíneos de la retina. Puede causar perdida importante de visión. El tratamiento recomendado es la fotocoagulación retiniana, es decir la aplicación de láser sobre la retina dañada.

## Fisiopatología
Cuando se trata un tumor con radioterapia, es frecuente que la radiación deba atravesar el ojo. Esto ocurre tanto en tumores situados en el ojo (intraoculares), como en aquellos que se encuentran en el interior del cráneo u otros órganos próximos, como la órbita, parpados, nariz o senos paranasales. La radiación ionizante causa lesión en los pequeños vasos sanguíneos de la retina (daño microvascular), produciéndose disminución del aporte de oxígeno a las células (isquemia). El daño es más intenso si la dosis de radiación es más alta o la persona está predispuesta por otros factores, por ejemplo diabetes.

## Síntomas y diagnótico
En la retina pueden observarse diferentes lesiones, incluyendo microaneurismas, hemorragias, exudados algodonosos, neovascularizacion, hemorragia vítrea, edema macular, glaucoma neovascular y desprendimiento de retina. El cuadro es muy similar al de la retinopatía diabética. En las fases avanzadas provoca pérdida de visión progresiva que se inicia meses o años después del tratamiento con radioterapia.